# Шалкар (станція)
47°50′03″ пн. ш. 59°37′18″ сх. д. / 47.834166666667° пн. ш. 59.621666666667° сх. д.
Шалкар (каз. Шалқар, рос. Шалкар) — станція Актобинської дирекції Казахстанської залізниці. Розташована в однойменному райцентрі Актюбинської області. У 2014 році відкрито рух на дільниці Шалкар — Бейнеу (частина залізниці Жезказган — Бейнеу), таким чином станція стала вузловою.
Від станції відходять лінії:
- на Кандиагаш (273 км);
- на Саксаульську (165 км);
- на Бейнеу (499 км).

Станція відкрита в 1905 році. До 2001 року називалась Челкар.